# Musée national de Chersonèse Taurique
Le musée national de Chersonèse Taurique (Херсонеський історико-археологічний музей-заповідник у Севастополі, le musée-réserve historique et archéologique de Chersonèse) est un musée situé à Sébastopol en Crimée, fondé en 1892 au n°1 Rue Drevnya, Sébastopol.

## Histoire
Le musée est fondé en 1892 comme dépôt lapidaire dans un monastère. Son premier directeur était Karl Kostsiouchko-Valioujinitch qui effectuait aussi des fouilles sur la cité grecque de Chersonèse.

## Collection
Il accueille environ  200 000 pièces allant du VIe av. J.-C. au XVe.